# Anastoechus melanohalteralis
Anastoechus melanohalteralis is een vliegensoort uit de familie van de wolzwevers (Bombyliidae). De wetenschappelijke naam van de soort is voor het eerst geldig gepubliceerd in 1907 door Tucker.